# Rodion Luka
Rodion Myjailovich Luka –en ucraniano, Родіон Михайлович Лука– (Vyshgorod, URSS, 29 de octubre de 1972) es un deportista ucraniano que compitió en vela en las clases Laser Radial y 49er. 
Participó en cuatro Juegos Olímpicos de Verano, entre los años Atlanta 1996 y 2008, obteniendo una medalla de plata en Atenas 2004, en la clase 49er (junto con Heorhi Leonchuk).
Ganó cuatro medallas en el Campeonato Mundial de 49er entre los años 2001 y 2008, y dos medallas en el Campeonato Europeo de 49er, plata en 2000 y bronce en 2008. También obtuvo una medalla de plata en el Campeonato Mundial de Laser Radial de 1994 y dos medallas en el Campeonato Europeo de Laser Radial, en los años 1993 y 1994.
Después de retirarse de la competición, siguió ligado al deporte como entrenador. En el año 2015 fue elegido presidente de la Federación Ucraniana de Vela.

## Palmarés internacional
| Campeonato Mundial | Campeonato Mundial         | Campeonato Mundial | Campeonato Mundial |
| Año                | Lugar                      | Medalla            | Clase              |
| ------------------ | -------------------------- | ------------------ | ------------------ |
| 1994               | Wakayama (Japón)           | Medalla de plata   | Laser Radial       |
| Campeonato Europeo |                            |                    |                    |
| Año                | Lugar                      | Medalla            | Clase              |
| 1993               | Cagliari (Italia)          | Medalla de bronce  | Laser Radial       |
| 1994               | Isla Hayling (Reino Unido) | Medalla de plata   | Laser Radial       |

| Juegos Olímpicos   | Juegos Olímpicos           | Juegos Olímpicos  | Juegos Olímpicos |
| Año                | Lugar                      | Medalla           | Clase            |
| ------------------ | -------------------------- | ----------------- | ---------------- |
| 2004               | Atenas (Ucrania)           | Medalla de plata  | 49er             |
| Campeonato Mundial |                            |                   |                  |
| Año                | Lugar                      | Medalla           | Clase            |
| 2001               | Malcesine (Italia)         | Medalla de bronce | 49er             |
| 2003               | Cádiz (España)             | Medalla de bronce | 49er             |
| 2005               | Moscú (Rusia)              | Medalla de oro    | 49er             |
| 2008               | Melbourne (Australia)      | Medalla de bronce | 49er             |
| Campeonato Europeo |                            |                   |                  |
| Año                | Lugar                      | Medalla           | Clase            |
| 2000               | Medemblik (Países Bajos)   | Medalla de plata  | 49er             |
| 2008               | Palma de Mallorca (España) | Medalla de bronce | 49er             |